# شاریکی، آئوموری
شاریکی، آئوموری (به لاتین: Shariki) یک منطقهٔ مسکونی در ژاپن است که در ناحیه توهوکو واقع شده‌است. شاریکی ۵٬۷۳۰ نفر جمعیت دارد.